# Venevsky (huyện)
Huyện Venevsky (tiếng Nga: ? райо́н) là một huyện hành chính tự quản (raion), của Tỉnh Tula, Nga. Huyện có diện tích 1623 km², dân số thời điểm ngày 1 tháng 1 năm 2000 là 38300 người. Trung tâm của huyện đóng ở Venev.